# Piercia despectata
Piercia despectata là một loài bướm đêm trong họ Geometridae.